# いつか どこかで (映画)
『いつか どこかで』は、1991年に製作されたシンガーソングライター、小田和正の第1回映画監督作品。翌1992年2月に全国東宝系にてロードショー公開された。

## 解説
1990年、ソロとして初の全国ツアー終了後、ある音楽雑誌のインタビューで「今度、映画を作るよ」と宣言したことから始まる。小田の映画への憧れは、中学時代に見た『ティファニーで朝食を』の主題歌『ムーン・リバー』に感銘を受け、「いつかは自分もこんな素敵な仕事が出来たらいいな」と思ったことがきっかけとなり、オフコース時代から音楽と映像を融合させた表現には積極的に取り組んでおり、当時としては珍しい、楽曲のビデオクリップ制作などに注力していた。ソロになってからは第一生命のCMの企画、演出、出演の3役をこなしていた。また、桑田佳祐が監督を務めた『稲村ジェーン』に刺激された影響もあるという。
翌1991年、この年はシングル『ラブ・ストーリーは突然に』が250万枚を越える大ヒットを記録。そんな事情も相まって、この年の9月にクランクイン。ロケ地には北海道の豊頃町、湧洞沼や、丹沢、神宮球場などが使われた。主要キャストには時任三郎、藤原礼実、宅麻伸を起用。音楽も小田自身がこの作品のために書き下ろし、1992年1月にアルバム『sometime somewhere』として発売した。
1992年2月、全国東宝系でロードショー公開されたが、映画評論家の不評を買い、セールス的にも成功とはいえなかった。それから5年後の1997年、その苦い経験を元にした2作目の映画『緑の街』が製作された。
1992年11月20日にVHSが発売されたが、現在に至るまでDVD化はされていない。
1997年1月、フジテレビにて再編集版（ディレクターズ・カット）が放送されたが、ここでは藤原が演じたヒロイン・冬子の声が吹き替えに変更されている。

## ストーリー
橘建設・開発設計部に勤務する正木まもる（時任三郎）は、上司の北沢（津川雅彦）と仕事のことでトラブルを起こし、さらに恋人・英子との別離も重なって落ち込んでいた。立ち直るきっかけを掴もうと、同僚で親友の佐藤（宅麻伸）を誘い、丹沢の山深くに愛車のビッグホーンを駆ってキャンプに出掛ける。ビールを飲みながらキャンプファイヤーの火を見つめている正木を、佐藤は懸命に励ますのだった。次第に明るさを取り戻してくる正木。「自分の生き方、仕事にもう後悔はしない。これからは大人の恋をするんだ!相手に振り回されるような恋は、ごめんだ!｣満天に輝く夜の星空を眺め、正木は誓った。
心機一転、新しくスタートしたリゾート開発のプロジェクトチームに加わった正木は、開発現場・西の浦地区に気晴らしをかねて視察に出かける。そこで彼は、パンツスーツをエレガントに着こなし、オープンカーから降り立って海に向かって行く1人の女性（藤原礼実）を見かける。激しく心が揺れる正木。一目見ただけで、彼女が忘れられない存在になってしまったのだ。
雨の街角、駅のホーム、夕暮れのビル街…都会に戻ってきても、彼女に似た後姿をいつしか探し求める日々。そんなある日、真向かいにそびえ立つライバル会社・新日本計画ビルのショールームに寄った正木は、唖然と立ちつくしてしまう。テレビモニターに眼をやると、そこには彼のマドンナ…あの海で見かけた女性がアップで映し出されていたからだ。親友・佐藤が、新日本計画に勤める恋人・真奈美（中村久美）によって得た情報によれば、その女性の名は小林冬子。今回のリゾート開発の設計コンペでは、橘建設とライバル関係にある新日本計画のリゾート開発プロジェクトのチーフであり、正木とは完全に競合する立場にあるという。キャリアウーマンで男勝りな性格の冬子は、気が強く非情に仕事に徹する女として、周囲からは孤立していた。しかし、正木はそんな噂など気にするでもなく、切ない努力を重ねた末に冬子とようやく知り合うきっかけをつかむ。ライバル会社社員からのアプローチを冬子から報告された上司の江原開発部長（岡田真澄）は、これを利用して橘建設の情報を得ようと、冬子に正木と親しくなるようにと命令する。思いもよらぬ、冬子からの突然の誘いに驚く正木。馴染みの大衆料理屋や野球観戦に彼女を連れて行くが、気位の高い冬子はそんな正木の飾らないセッティングを受け付けない。「…また、会えるかな」冬子に冷たい態度をとられてもただひたすら冬子を追い求める正木だった。 　
コンペは橘建設と新日本計画との一騎討ちとなった。そんな中で正木と冬子、佐藤と真奈美はお互いの会社のスパイ合戦に利用されていく。その上、冬子が江原と密会を重ねているということがわかった。ある夜、正木は冬子が江原に肩を抱かれて、彼女のマンションに消えて行くのを偶然目撃する。やがて灯りが消された部屋の窓を見上げ、言葉を失くす正木。ふりしきる都会の冷たい雨が、たたずむ彼を打ちすえていた。 　 
すべてを時が包んで流れていく…。正木は冬子の面影を消し去ろうと、仕事に打ち込む。彼の働きもあって、コンペは橘建設に有利な展開となった。そんな時、開発現場で冬子が乗っていたヘリコプターが事故に遭ったという報せが、正木のもとに飛び込んできた。衝撃が正木の体を貫く。「もう、何もいらない。ただ彼女が生きていてくれれば…」。事故現場へと、深夜の高速を飛ばす正木。もう正木の心には何の迷いもない。陽が射し始めた海沿いのレストランの公衆電話で、冬子の無事を知る正木。涙がこぼれ言葉にならない彼は、大声で叫びながら冬子のもとへと走って行く。大勢の人間が詰めている、夜明けの病院の一室で再会する二人。「こんな時だけど…僕に一日くれないか」「いいわ…」。冬子も正木のひたむきで隠し事のない生き方に、頑なに鍵を掛けていた心を開き始めたのだった。　
ふたりを乗せた正木の車が、あのキャンプ地へと向かう。焚き火を前にして、いままで沈黙を守りとおした自分の過去を語り始める冬子。夕闇が迫る頃、突然降り出した雨に、ほのかな灯がやさしくふたりを包みこんでいく…。
コンペの日が迫ってきたある日、冬子が会社の機密情報を正木に流しているという疑いが新日本計画の社内で持ち上がりつつあることを知る。冬子を妬む新日本計画の社員・片桐（小木茂光）からこの事実を公表しないかわりに、橘建設の機密書類を要求された正木は、冬子をかばうべく書類を流してしまい、その責任を取るべく橘建設を辞めてしまう。そして、電話で冬子に「また、いつかどこかで…」と言い残し、彼女の前から去っていってしまう。しかし、そんな冬子も正木をかばい、江原のデスクから橘建設の書類を持ち出し、真奈美には橘建設に流した機密情報は偽物だという旨を伝え、新日本計画を辞めてしまうのだった…。その後、リゾート開発のプロジェクトの権利は橘建設に任されることが決まった。
数か月後、北沢が興した建設会社に入社した正木は会社の車を駆って佐藤や真奈美とともに西の浦に来ていた。ふとあの海沿いのレストランを通り過ぎようとした時、そこには冬子のオープンカーがあった…。

## 出演
- 正木まもる：時任三郎
- 小林冬子：藤原礼実
- 佐藤瞳：宅麻伸
- 真奈美：中村久美
佐藤の恋人。
- 片桐真：小木茂光
新日本計画の社員。同僚の冬子を妬んでいる。
- 大衆料理屋の店主：なぎら健壱
- 江原：岡田真澄
冬子の上司。
- 北沢：津川雅彦
正木の上司。
- 北沢の妻：磯野洋子
- 会長夫人：八千草薫（特別出演）
西の浦地区再開発計画の主催者。

## スタッフ
- 監督・脚本・音楽：小田和正
- 撮影：西浦清
- 助監督：佐々木伯
- 照明：市川元一
- 美術：磯田典宏
- 録音：安藤邦男
- 編集：井上秀明
- スクリプター：峰村隆三
- 製作デスク：片岡公生
- 製作総指揮：横山征次、吉田雅道
- プロデューサー：鍋島壽夫、竹田茂
- 製作：ファー・イースト・クラブ
- 製作協力：山田洋行ライトヴィジョン
- 特別協賛：第一生命保険相互会社
- 配給：東宝